# 千歳町 (静岡市)
千歳町（ちとせちょう）は、静岡市清水区の地名。丁番を持たない単独町名である。住居表示は実施済み。

## 地理
北で入江、東で巴町と万世町、南で上、西で浜田町と上清水町に隣接する。
町の東側で巴川に面し、中央部を東西に静岡県道407号静岡草薙清水線が縦貫する。県道沿いはパチンコ店やカラオケ店など商業施設が点在する。町の南部は住宅街だが、「アーバンシティ千歳」や「サンミエール千歳」などに代表されるような集合住宅が多い。

## 歴史

### 沿革
1924年2月11日市制時において、当時の千歳町は安倍郡入江町に属し、入江と上清水に分かれていた。
- 1924年（大正13年）2月11日 - 入江町が、清水町、不二見村、三保村と合併して清水市が発足。
- 1969年（昭和44年）7月1日 - 上清水（一部）・入江（一部）より千歳町が新設され、住居表示化。
- 2003年（平成15年）4月1日 - 清水市が静岡市と合併し、改めて静岡市が発足。千歳町は「清水千歳町」に改称。
- 2005年（平成17年）4月1日 - 静岡市が政令指定都市に移行し、旧町域は清水区となる。清水千歳町は「千歳町」に改称。

## 世帯数と人口
2021年（令和3年）9月30日現在の世帯数と人口は以下の通りである。
| 大字   | 世帯数  | 人口   |
| ------ | ------- | ------ |
| 千歳町 | 735世帯 | 1493人 |

## 小・中学校の学区
市立小・中学校に通う場合、学区は以下の通りとなる。
| 番・番地等 | 小学校                 | 中学校                 |
| ---------- | ---------------------- | ---------------------- |
| 全域       | 静岡市立清水浜田小学校 | 静岡市立清水第二中学校 |

## 交通

### 鉄道
- 静岡鉄道静岡清水線 - 町内に駅はないが、北部を通過する。

### バス
- しずてつジャストライン - 「浜田町」停留所

### 道路
- 静岡県道407号静岡草薙清水線
- 柳宮通り（浜田町と上清水町の境界）

## 施設
- ラッキープラザ千歳町店
- カラオケBanBan千歳町店
- 浜田公園
- 浜田親水公園
- 静岡市浜田ポンプ場
- しみず巴クリニック
- 安部歯科医院
- 松井医院
- プラザイン清水

### 集合住宅
- アーバンシティ千歳
- サンミエール千歳
- 千歳ガーデンヒルズレジデンス
- 新清水ハイツ
- ヴィラセイユー千歳
- ヴィラセイユー浜田